# Brlog-Grad
Brlog-Grad war ein gräfliches Schloss auf einer Anhöhe über dem rechten, südlichen Ufer der Kupa etwa 1 km westlich von Kamanje (Kroatien) an der Bahnlinie Karlovac-Metlika.  Heute sind nur noch geringe Reste des einst prächtigen Barockbaus geblieben.  Das Schloss wurde um 1893 weitgehend abgerissen, der Rest zu einem Wohnhaus umgebaut.

## Geschichte
Die erstmals im Jahre 1544 urkundlich erwähnte Burg Brlog mit dem dazugehörigen Gericht kam 1544 von den Frankopanen durch die Heirat im Jahre 1543 von Nikola Šubić Zrinski, Ban von Kroatien, mit Katarina Frankopan, Tochter von Christoph Frankopan, ehemaliger Ban von Kroatien, an das Grafengeschlecht der Zrinski.  Nikola Zrinski belehnte Ivan Dovolić mit der Burg und den umliegenden Gütern.  Von 1640 bis 1670 befand sich die Burg dann wieder im Besitz der Zrinski.  Dann wurde das gesamte Vermögen der Familie Zrinski wegen Petar Zrinskis Teilnahme an der Zrinski-Frankopan-Verschwörung gegen den Kaiser und ungarisch-kroatischen König Leopold I. konfisziert und von General Johann Joseph von Herberstein im Namen des Königs verwaltet. 1679 kaufte es der Kommandant der Kroatischen Reiter in der Leibgarde des sächsischen Kurfürsten Johann Georg II., Graf Janko Peranski († 1689), für 19.000 Forint. Im Jahr 1713 versuchte der General Graf Josef Rabatta zu Dornberg, den Nachlass Peranskis zu erwerben, was ihm aber wegen eines von Sigismund Škrlec angestrengten Rechtsstreits erst im Jahre 1722 in einer gerichtlich angeordneten Auktion gelang. Noch im selben Jahr veräußerte er das Anwesen für 14.000 Gulden an den Grafen Ernst Lovrina Paradeiser.  

### Ausbau zum Barockschloss
Im Jahre 1740 kaufte Graf Benvenuto von Petazzi di San Servolo die Anlage von Paradeisers Erben für ebenfalls 14.000 Gulden. Petazzi war Oberst, stammte aus der Gegend Žumberak und besaß auch die befestigte Stadt Ribnik; er wurde 1746 General. Petazzi ließ das Anwesen großzügig umbauen und im östlichen und südöstlichen Teil erweitern und aus dem ehemaligen Landgut ein nahezu neues Barockschloss mit einem botanischen Garten machen. Dieser Umbau wurde 1756 mit dem Bau der Kapelle fertiggestellt.
Nach Petazzis Tod im Dezember 1784 beerbte ihn seine Tochter Anna Maria, durch deren Heirat das Schloss an die Grafen von Keglević kam. Diese verkauften es 1838 an Filip Aleksandar Šuflaj aus Samobor. Nach dessen Tod 1882 kam es durch Erbschaft über seine Tochter an die Adelsfamilie Laszowski. Der kroatische Historiker und Archivar Emilij Laszowski (1868–1949), Filip Aleksandar Šuflajs Enkel, wurde auf Brlog-Grad geboren; die Gesellschaft „Brüder des Kroatischen Drachens“, deren Begründer er war, brachte ihm zu Ehren eine Gedenktafel über dem Portal an, das von seinem Geburtshaus erhalten geblieben ist.

### Teilabbruch
Die Laszowski waren 1893 wegen Spielschulden einiger Familienmitglieder gezwungen, das Schloss einem örtlichen Landwirt zu verkaufen. Dieser ließ einen Teil für seine Bedürfnisse umbauen und den Rest abreißen. Heute ist daher nur noch ein geringer Teil des alten Gebäudes sichtbar; lediglich das Kellerverlies ist noch gut erhalten.
Koordinaten: 45° 38′ 25″ N, 15° 22′ 52″ O